# Сокулка
Соку́лка (пол. Sokółka, біл. Сакулка) — місто в північно-східній Польщі, на річці Соколда. Адміністративний центр Сокульського повіту Підляського воєводства.

## Історія
Спочатку Сокулка була коронним селом, жителі якого були зобов'язані розводити соколів, з чим відтак може бути пов'язане походження назви міста. Перша письмова згадка про Сокулку (Сухолду) датується 1524 роком, коли великий князь Сигізмунд надав своїй дружині Боні Городенську пущу. У першій половині XVI століття в поселені існував великокняжий мисливський двір.
У XVI столітті Сокулка перебувала в Гродненському повіті Троцького воєводства. 1565 року в Сокулці споруджено дерев'яний костел. Наприкінці XVI століття перебувала в Гродненській економії. 10 січня 1609 року місто отримало Магдебурзьке право.
1679 року в околицях Сокулки почали селитися військові-татари. У другій половині XVIII століття граф Антоній Тізенгауз оселив у Сокулці ремісників, спричинився до розбудови містечка.
З 1793 року — центр Сокулківського повіту Гродненського воєводства. У 1794 році під час повстання Тадеуша Костюшка була місцем збору повстанців Гродненщини. У 1795 році внаслідок третього поділу Речі Посполитої опинилася в складі Пруссії, а від 1807 року — в Російській імперії; центр повіту.
З 1842 року перебувала в складі Гродненської губернії. 28 лютого 1861 року з'явився проект міського герба «в золотому полі трьохчвертне зображення лицаря з піднесеним угору палашем».
У 1921 році за умовами Ризького мирного договору опинилася в складі міжвоєнної Польської Республіки.
У листопаді 1939 року опинилася в складі Білоруської РСР. З 1940 року було центром Соколківського району Білостоцької області. У 1941—1944 роках перебувала під німецькою окупацією. 16 серпня 1945 року влада СРСР передала Сокулку Польській Народній Республіці.
З православним цвинтарем сусідить військовий меморіал похованих тут 1500 радянських воїнів.

## Демографія
Демографічна структура станом на 31 березня 2011 року:
|          | Загалом | Допрацездатний вік | Працездатний вік | Постпрацездатний вік |
| -------- | ------- | ------------------ | ---------------- | -------------------- |
| Чоловіки | 9188    | 1711               | 6669             | 808                  |
| Жінки    | 9866    | 1715               | 6154             | 1997                 |
| Разом    | 19054   | 3426               | 12823            | 2805                 |

У 1921 році в Сокулці проживало 6086 осіб, з них 3612 (59,3 %) поляків, 2321 (38,1 %) євреїв, 81 (1,3 %) росіян, 36 (0,5 %) білорусів, 27 (0, 44%) татар, 8 (0, 13%) українців, 1 (0,01 %) латишів.
За переписом 1897 року кількість мешканців становила 7598 осіб (4954 чоловічої статі та 2644 — жіночої), з яких 2590 — православної віри, 2848 — юдейської, 2033 — римо-католицької. Розподіл населення міста за мовою згідно з переписом 1897 року:
| Мова       | Осіб | Відсоток |
| ---------- | ---- | -------- |
| єврейська  | 2848 | 37,48 %  |
| російська  | 1645 | 21,65 %  |
| білоруська | 1536 | 20,22 %  |
| польська   | 633  | 8,33 %   |
| українська | 471  | 6,20 %   |
| чуваська   | 352  | 4,63 %   |
| німецька   | 51   | 0,67 %   |
| татарська  | 34   | 0,45 %   |
| болгарська | 4    | 0,05 %   |
| литовська  | 4    | 0,05 %   |
| фінська    | 4    | 0,05 %   |
| латиська   | 1    | 0,01 %   |
| циганська  | 1    | 0,01 %   |
| інші       | 14   | 0,18 %   |
| Разом      | 7598 | 100 %    |

## Відомі люди
Відомі уродженці
- Пйотр Лебедзінський (1860—1934) — інженер-хімік, піонер польської фотографії, кінематографу і фотохімічної промисловості.

## Галерея

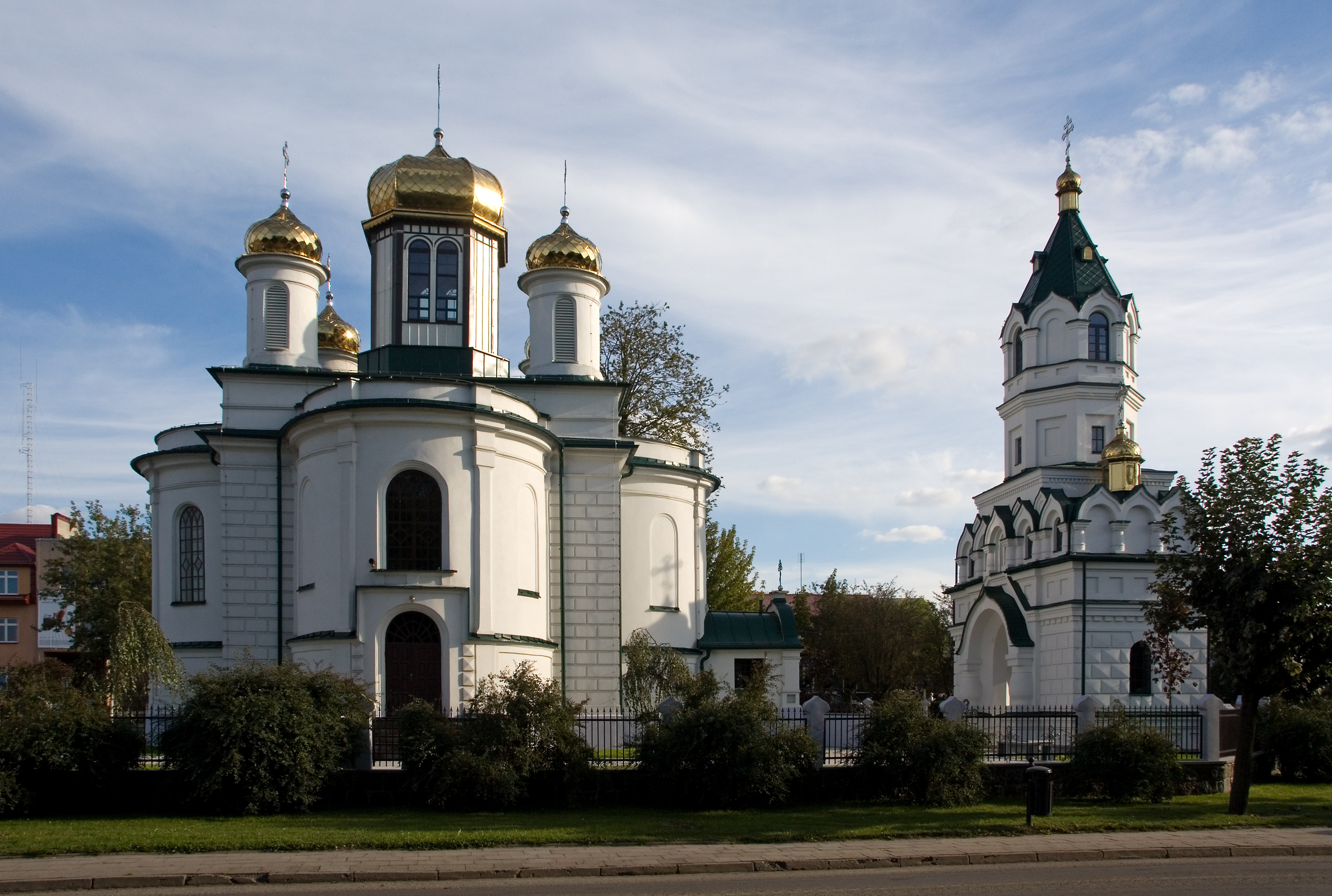
Польська православна церква - (Православ'я в Польщі)
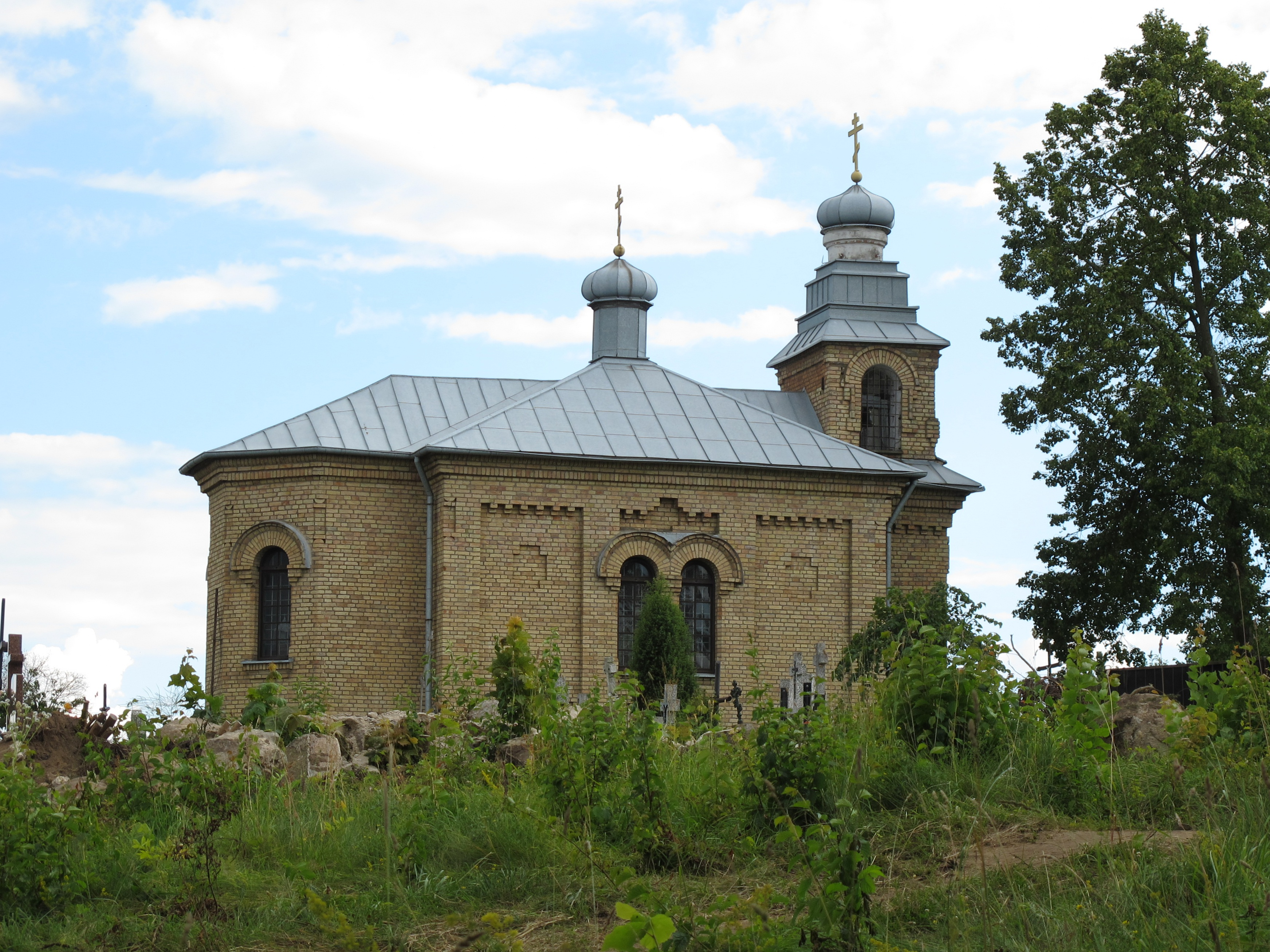
Православна церква
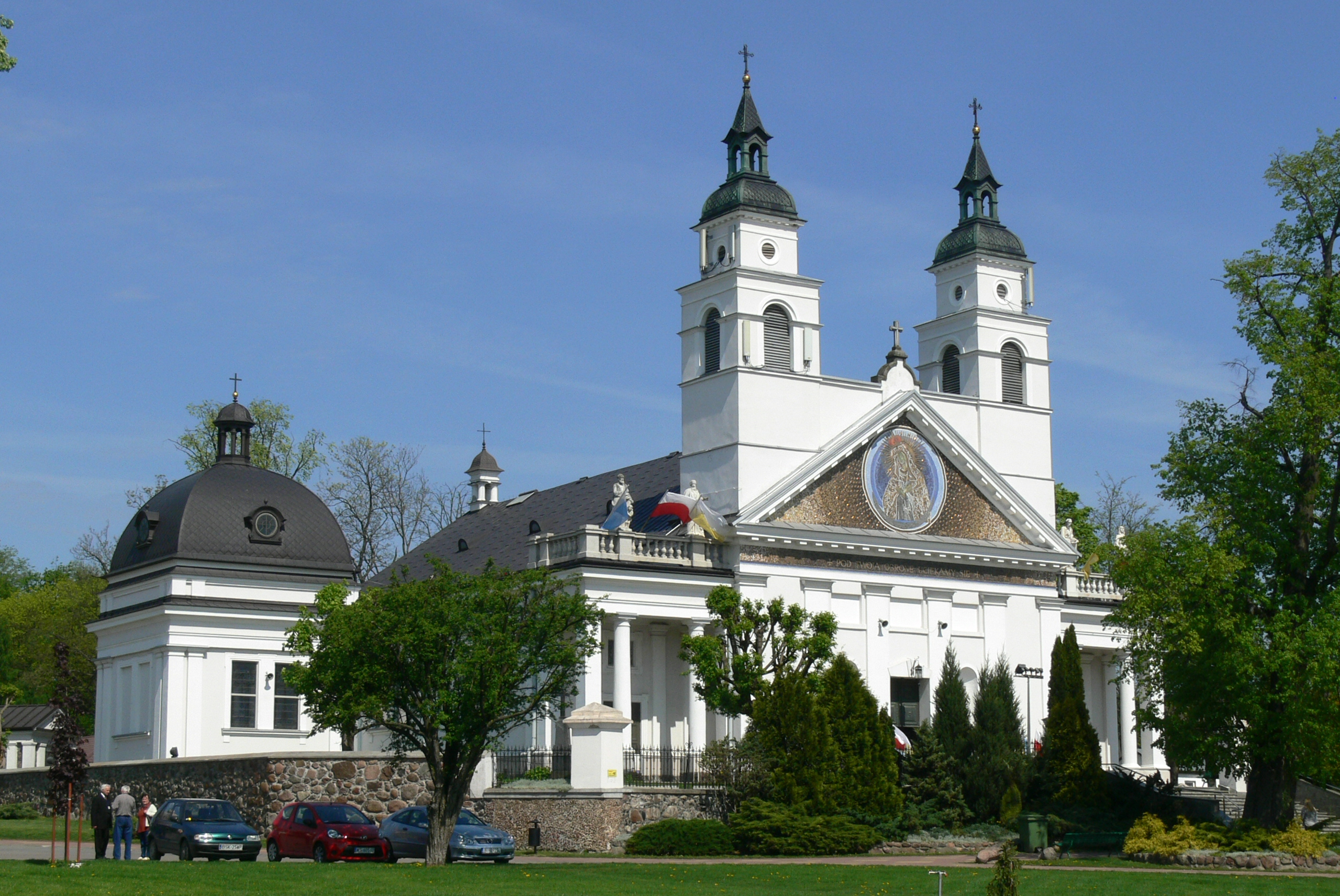
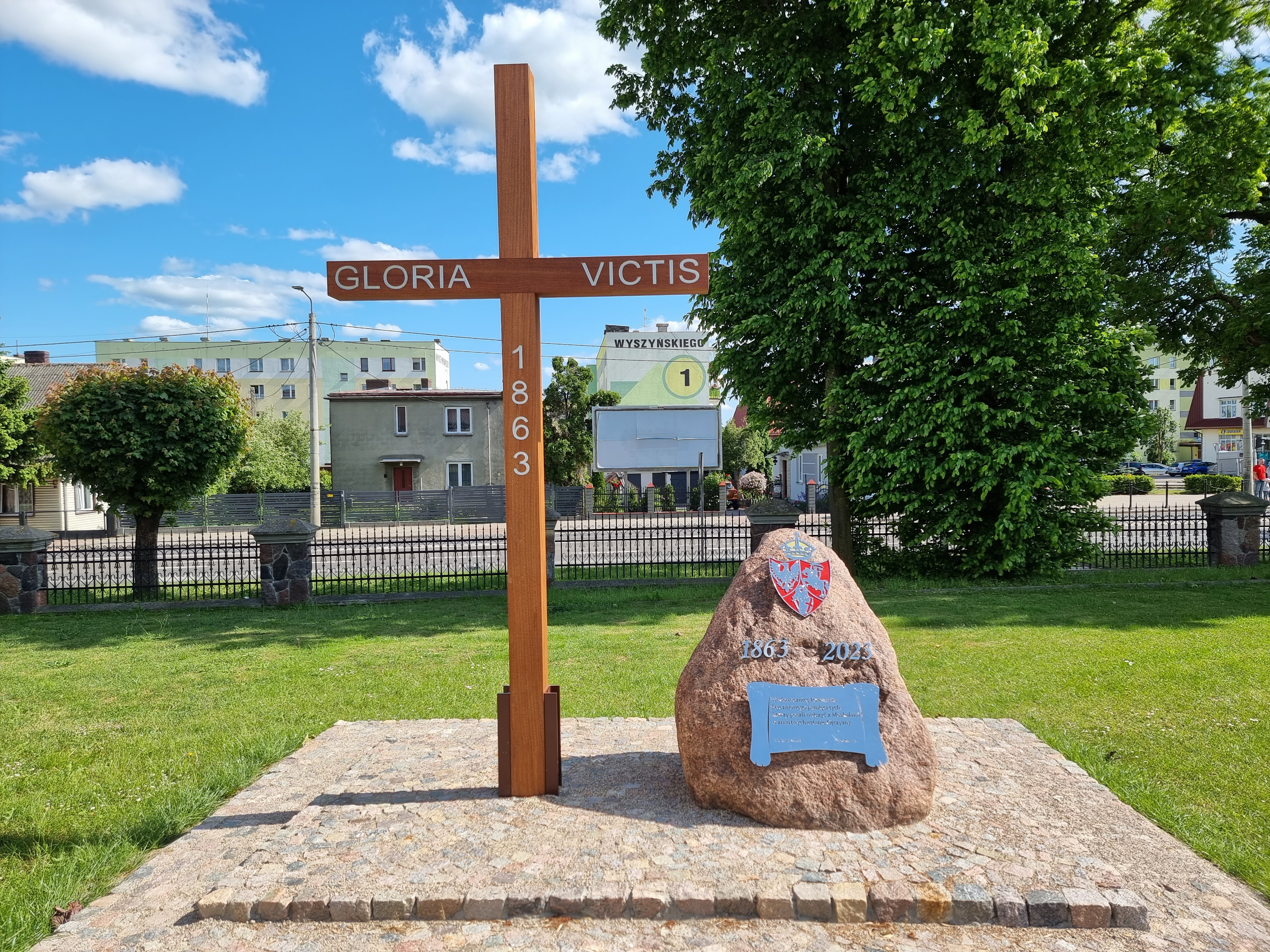